# Orlando Jones
Orlando Jones (Mobile (Alabama), 10 april 1968) is een Amerikaanse komiek en film- en televisieacteur. Hij was onder meer woordvoerder van 7-Up tussen 1999 en 2002.

## Biografie
Jones' vader was een oud-basketbalspeler bij de Philadelphia Phillies. Hij verhuisde naar Mauldin en studeerde af aan de Mauldin High School. Zijn eerste acteerervaringen deed hij op toen hij een weerwolf moest spelen.
Vanwege zijn interesse in de entertainmentindustrie startte Jones zijn eigen bedrijf, Homeboy's Productions and Advertising. Zijn eerste baan in Hollywood kreeg hij in 1987, toen hij voor de NBC de komedie A Different World schreef. In de jaren 1991/1992 schreef hij mee aan het script van de FOX serie Roc en in 1993 was hij co-producer van The Sinbad Show.

## Televisie
| Jaar      | Titel                  | Rol                  | Opmerking(en) |
| --------- | ---------------------- | -------------------- | ------------- |
| 2013      | Sleepy Hollow          | Frank Irving         |               |
| 2011      | Identity               | Agent Wareing        | tv-film       |
| 2010      | Tax Man                | Fisher               | tv-film       |
| 2008      | New Amsterdam          | Harold Wilcox        |               |
| 2006      | The Evidence           | Cayman Bishop        |               |
| 2003      | The Bernie Mac Show    | Party Planner        |               |
| 2003      | The Orlando Jones Show | Zichzelf             | Gastheer      |
| 2003      | Girlfriends            | Dr. Darren Lucas     |               |
| 2000      | HBO First Look         | Zichzelf             | Gastheer      |
| 1995-1997 | MADtv                  | Verschillende rollen |               |
| 1994-1995 | Sound fX               | Zichzelf             | Gastheer      |
| 1992      | A Different World      | Troy Douglas         |               |
| 1992      | Herman's Head          | Other Woman          |               |

- Bibsys: 11084421
- Biblioteca Nacional de España: XX1544964
- Bibliothèque nationale de France: cb140500342 (data)
- Gemeinsame Normdatei: 173667104
- International Standard Name Identifier: 0000 0000 5938 3051
- Library of Congress Control Number: no2002112596
- MusicBrainz: 300fea08-9501-4bcd-8696-adc705aa00e8
- SNAC: w6r84rj6
- Virtual International Authority File: 56812585
- WorldCat: E39PBJm4RC6Qh8yRWMhmGDBdcP